# Гуревич, Самуил Давидович
Самуил Давидович Гуревич (домашнее имя Муля; 1904 — 31 декабря 1951) — советский переводчик и журналист.
Фактический муж (незарегистрированный брак) Ариадны Эфрон, близкий друг семьи Марины Цветаевой после её возвращения из эмиграции.

## Биография
Родился в Швейцарии в еврейской семье — эмигрантов, профессиональных революционеров. Вырос в США, в 1919 году вернулся в Советскую Россию. Прекрасно знал несколько европейских языков. Был вхож в семью Троцкого, учился в школе вместе с его сыном Львом Седовым. Образование незаконченное высшее. В 1929 году исключён из ВКП(б) за «троцкистский уклон», трижды подавал прошение о восстановлении, но безрезультатно.
Был принят на работу в «Огонёк» по рекомендации родственников Норенберга и Ф. Е. Нориной. Восстановлен в партии и прошёл партийные чистки. В «Огоньке», начав с небольшой технической работы, существенно продвинулся и стал заведовать бюро фельетонов при издательстве. Служил секретарём правления Жургазобъединения, был заместителем Михаила Кольцова, а затем заведовал редакцией журнала «За рубежом». 5 декабря 1937 года по результатам проверки журнально-газетного объединения Л. З. Мехлис направил секретарям ЦК Сталину, Кагановичу, Андрееву, Жданову и Ежову записку. В ней он сообщал о «засоренности» кадров этого учреждения, третье место в этом списке занял «Гуревич (личный друг шпиона Седова)». По словам М. Е. Кольцова, Гуревич оставался «на редакционной работе вплоть до второй половины 1937 года, когда он был исключён из партии». После чего был переведён из издательства на техническую работу в почтовой экспедиции. В конце 1937 или в начале 1938 года был окончательно уволен из издательства.
Неожиданно в 1940 году уже после ареста Ариадны прошение Гуревича о восстановлении в партии удовлетворили. При этом об их отношениях с Ариадной Эфрон органы были осведомлены, Гуревич не пытался их скрыть. Оказывал материальную и другую поддержку Георгию Сергеевичу Эфрону.
Весной 1943 года Ариадна Эфрон отказалась сотрудничать с оперотделом лагеря (стать «стукачкой»), и её перевели на лесоповал в штрафной лагпункт Севжелдорлага. Актрисе лагерного театра Тамаре Сланской удалось попросить у кого-то из вольных конверт и написать Гуревичу: «Если Вы хотите сохранить Алю, постарайтесь вызволить её с Севера». Как пишет Сланская, «довольно скоро ему удалось добиться её перевода в Мордовию, в Потьму».
Работал в ТАСС, постоянно контактируя с иностранными корреспондентами агентства «Рейтер» и «Ассошиэйтед-Пресс».
Встречался с Ариадной Эфрон в Рязани во время её краткого пребывания на свободе.
В феврале 1949 года исключён из партии в третий раз. Уволен из ТАСС, вплоть до ареста 20 июня 1950 года был безработным. Жил в Москве по адресу: Восточная ул., корп. 1а, кв. 13. Осуждён Военной коллегией Верховного суда СССР по обвинению в шпионаже и участии в контрреволюционной организации и 27 ноября 1951 года приговорён к расстрелу. 31 декабря 1951 года расстрелян. Похоронен на Донском кладбище в общей могиле № 3.
Ариадна Эфрон, по её словам, узнала об аресте Гуревича только в феврале 1953 года, а о его гибели — лишь в июне 1954 года.
Реабилитирован 14 июня 1962 года определением Военной коллегии Верховного суда СССР.

### Сотрудничество с органами безопасности
Мемуаристы и цветаеведы с той или иной степенью определённости пишут о секретном сотрудничестве Гуревича с НКВД.
Наиболее чёткие сведения о работе Гуревича в НКВД содержатся в протоколе допроса Михаила Кольцова от 9 апреля 1939 года. По словам Кольцова, Гуревич «примерно до осени 1936 года был, несмотря на свое прошлое [знакомство с Троцким], засекречен Наркомвнуделом». Гуревич не был уволен из издательства после исключения его из партии в 1937 году как бывшего троцкиста — Кольцов объяснял это следующим образом: «Как мне сообщил секретарь парткома Абольников, против полного увольнения Гуревича из издательства имелось тогда указание из аппарата НКВД».
По словам Н. В. Канель, подруги жены Гуревича Александры Левинсон: «Шуретта и Муля хотели бы стать „международными разведчиками“».

## Семья
- Жена — Александра Яковлевна Левинсон (Шура, Шуретта; 1905, Москва — 1984, Душанбе), врач-психиатр[12], дочь Якова Борисовича Левинсона (1873—1945), руководителя управления Саннадзора позднее Лечсануправления Кремля (1919—1936[13] или 1934[14][15]). В 1943—1948 годах была ассистентом в главной психиатрической клинике г. Москвы, позднее врач-психиатр в городе Балхаш. С 1956 года доцент кафедры психиатрии в Душанбе. Д. м. н., 1969, профессор, 1971. Автор монографии «Циркулярная шизофрения (клиника, психопатология, распознавание)». Душанбе, 1968[16].
- Брат — Александр Давидович Гуревич (6.11.1906 — 19.09.1967), «бывший троцкист», работал вместе с Самуилом в редакции информации для заграницы ТАСС переводчиком на английский язык, арестован в июле 1948 года[9], 4 декабря 1948 приговорён к 10 годам заключения[17], срок отбывал в Речлаге (шахта № 40). Общавшийся с ним в лагере Олег Боровский писал, что «Гуревич не мог не сесть в лагерь, так как его родной брат был близким другом Троцкого и соратником в его борьбе со Сталиным». Из этого можно заключить, что арест Александра был связан с будущим арестом и гибелью Самуила[18]. Перевёл О. Генри «Дороги Судьбы» (1936)[19], «Его глазами» Эллиота Рузвельта[англ.] и «Тысяча американцев» Джорджа Сельдеса[англ.][18]. Его дочь — литератор Кира Сапгир[20], жена поэта Генриха Сапгира[21].